# 邢秉仁
邢秉仁（？年—1528年），山东東昌府临清州人，民籍。明朝進士。

## 生平
正德十一年（1516年）丙子科山東鄉試舉人，嘉靖五年（1526年）丙戌科第二甲第十八名進士，都察院观政，未授官卒。

## 家族
原籍即墨，洪武年间迁居臨清。曾祖邢通。祖父邢琛，壽官。父邢畯，如皋县典史，以孫邢邦貴贈贵大中大夫、长芦盐运使。母路氏，赠太淑人，生二子：秉仁、秉正（號鶴峰）；继娶王淑人，生秉恕。
秉仁娶于淑人，继娶解淑人。于氏生邢邦，登嘉靖己未进士，累官四川右参政兼按察司佥事，开府建宁。次子邢邠（1520年-1577年），字维振，别号次岩。